# Printed Electronics Arena
Printed Electronics Arena, PEA, är en test- och demonstrationsanläggning för framtidens böjbara och tryckta elektronik. PEA drivs av forskningsinstitutet Rise och är navet i ett svenskt innovationskluster inom tryckt och organisk elektronik. PEA är en av Rise' cirka 100 (2018) test- och demoanläggningar.
Arbetet inom PEA bedrivs i nära samarbete med Linköpings universitet och syftar till att stötta industrikunder och uppmuntra till innovation inom tryckteknik.

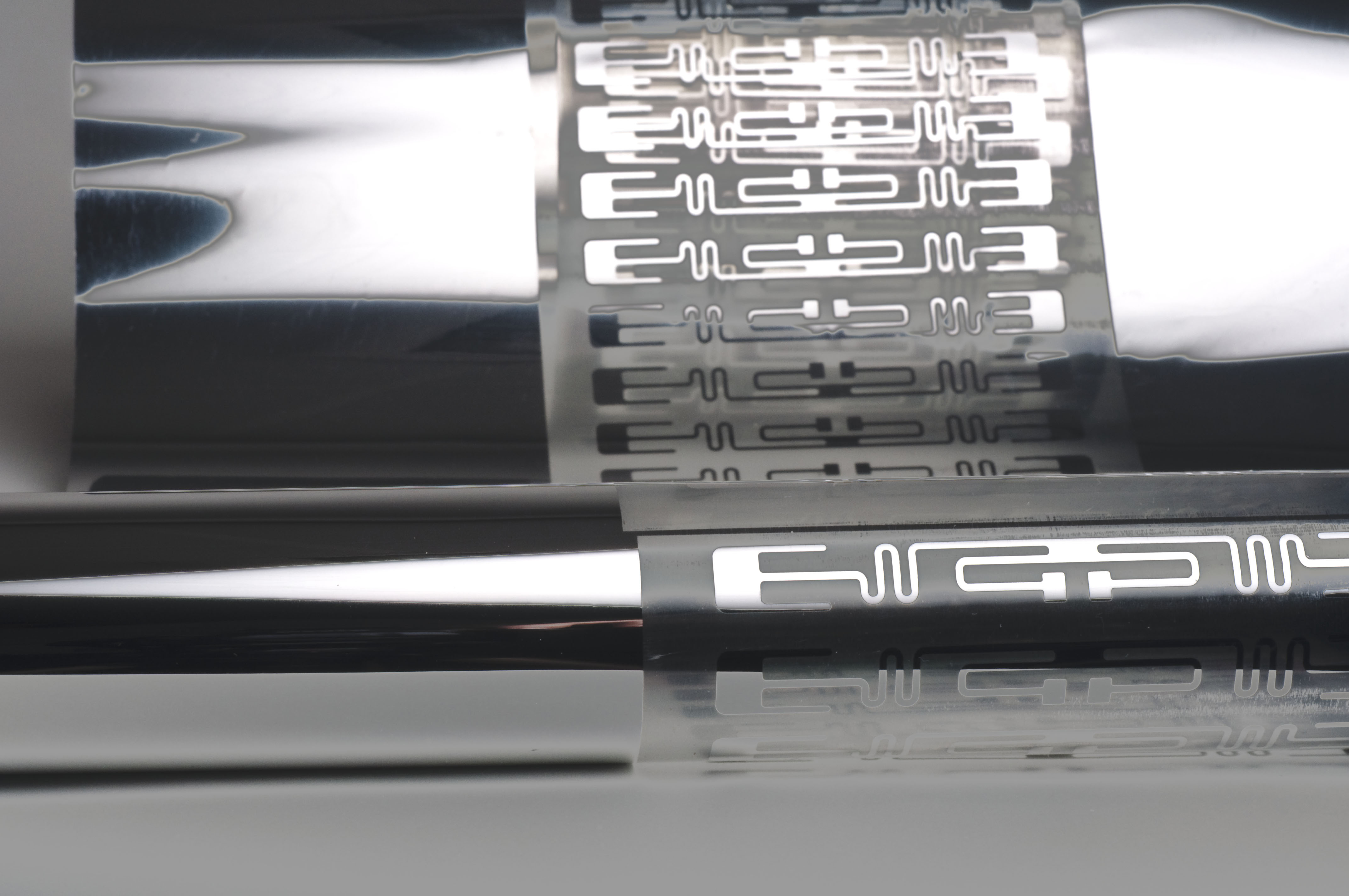

Inom PEA bedrivs tillämpad forskning inom trycktekniker såsom screentryck och inkjet och möjligheter till olika sorters härdning, utveckling av bläck och även konstruktion av hela system eller så kallade hybridelektronik finns. Inom innovationsklustret finns både renrum för kemi (syntetisering, karakterisering) och en av Europas mest avancerade anläggningar för tryckteknik. Satsningen på tryckt elektronik tog sin början i slutet av 1990-talet och har bland annat lett till omfattande forskning inom material och elektronik i papper och växter.
PEA ligger i Norrköping och satsningen har finansierats av bland annat Vinnova, Rise, Region Östergötland och Norrköpings kommun. Vidare har Knut och Alice Wallenbergs stiftelse stöttat satsningen.
Tryckt elektronik har utsetts till en Key Enabling Technology av EU, dvs en möjliggörande nyckelteknik för framtidens produktion. Tryckt elektronik kan i relation till konventionell kiselbaserad elektronik skapas i nya former, med nya material. Mycket av området handlar om ledande polymerer och möjligheten att kontrollera jonrörelser snarare än elektronrörelser. Området innefattar därför mycket kemi, materialforskning och fysik. Vidare ligger det i gränslandet mellan tryckbranschen med grafiska bläck och material, och elektronikbranschen med helt andra design- och produktionsprocesser.

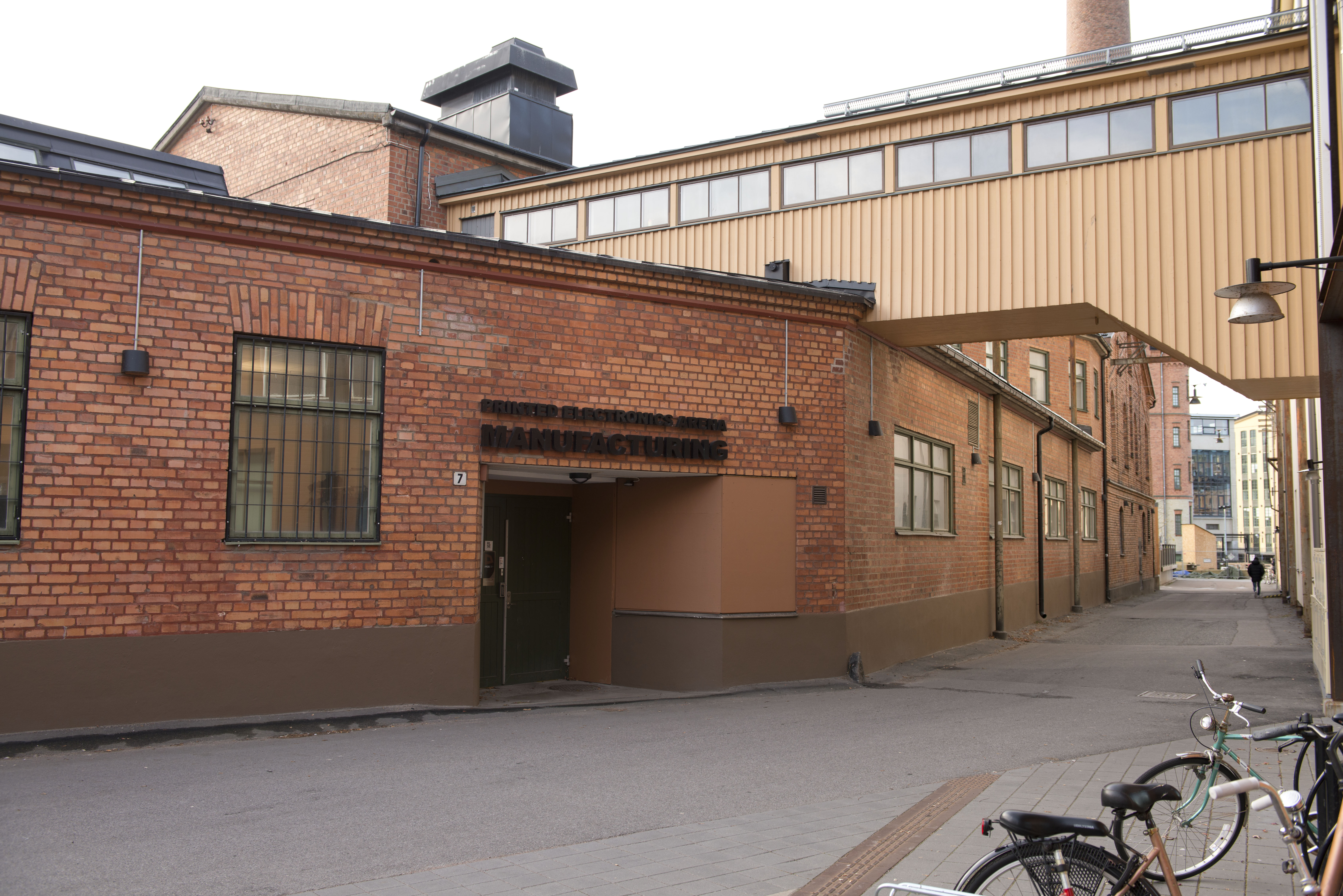
Printed Electronics Arena